# Vol Bek Air 2100
Le 27 décembre 2019, le vol Bek Air 2100 entre Almaty et Noursoultan, au Kazakhstan, assuré par un Fokker F100 de la compagnie Bek Air, s'écrase sur une maison 680 mètres après le seuil de piste, quelques secondes après son décollage de l'aéroport international d'Almaty.
Selon plusieurs témoignages, la queue de l'avion a heurté la piste (tailstrike) deux fois avant de décoller, puis l'appareil a eu des difficultés à prendre de l'altitude avant de heurter une maison et de se briser en deux. Huit personnes ont été tuées sur le coup, dont le commandant de bord. Deux autres personnes sont décédées pendant leur transfert à l'hôpital et encore deux autres y sont décédées de leurs blessures. Parmi les victimes figurent une fillette, un général, Roustem Kaïdarov, et une journaliste, Dana Krouglova.

## Avion
L'appareil impliqué est un Fokker F100 construit en 1996 et qui a volé avec d'autres compagnies aériennes avant de rejoindre la flotte de Bek Air au Kazakhstan en 2013 sous l'immatriculation UP-F1007,. L'avion a été loué à Kam Air en septembre 2016, puis retourné à la compagnie. L'avion a également été loué à Safi Airways en février 2017, retourné à Bek Air, et finalement loué à Air Djibouti en décembre 2018, avant d'être à nouveau restitué. Par la suite, l'avion est resté en service chez Bek Air jusqu'au jour de l'accident, qui l'a détruit,. Le certificat de navigabilité de l'avion avait été renouvelé le 22 mai 2019.
Le commandant de bord était Marat Ganievich Muratbaev, 58 ans, et le copilote Mirzhan Gaynulovich Muldakulov, 54 ans.
Créé initialement en 1999, la compagnie Bek Air exploite une flotte de neuf Fokker 100 âgés en moyenne de 27 ans et déployés entre dix destinations domestiques.

## Accident

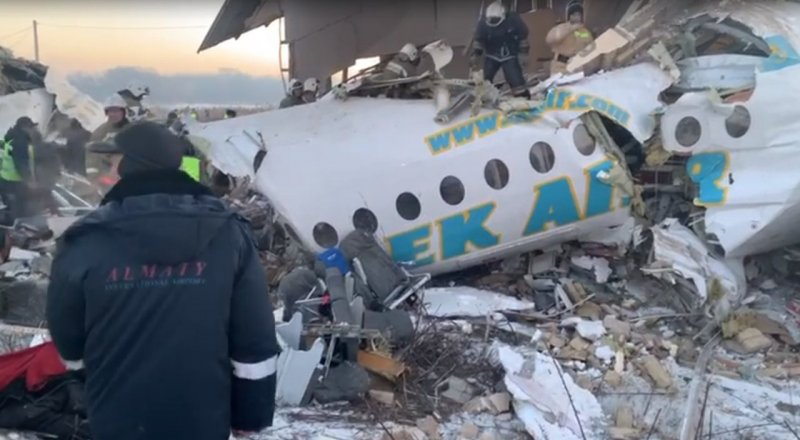
La section avant du Fokker F100, photographié après l'accident du vol 2100.

Le vol 2100 s'est écrasé sur un bâtiment juste après le décollage de l'aéroport international d'Almaty au Kazakhstan,,. L'avion a décollé de la piste 05R et a perdu de la hauteur peu de temps après le décollage. Il a heurté une clôture en béton, avant de s'écraser sur un bâtiment de deux étages dans un quartier résidentiel vers 7 h 22 (heure locale). L'avant de l'avion s'est détaché du fuselage principal, subissant des dommages importants, tandis que la queue s'est rompue à l'arrière.
Parmi les personnes présentes à bord, il y avait 85 adultes, cinq enfants ainsi que trois nourrissons. Il y avait également cinq membres d'équipage. 12 personnes, dont le commandant de bord, ont été tuées et des dizaines blessées dans l'accident,.
Un survivant, l'homme d'affaires Aslan Nazarliev, qui était à bord de l'avion, a déclaré qu'il avait vu de la glace sur les ailes. Lors d'une conversation téléphonique, il a déclaré : « lorsque nous avons décollé, l'avion a commencé à trembler très fort et je savais qu'il allait tomber. Je ne peux pas dire si avant de décoller les ailes avaient été dégivrées, mais le fait est qu'il y avait de la glace ».
La température au moment de l'accident était de −12 °C. La visibilité était également réduite à 1 000 mètres avec un épais brouillard près de l'aéroport.
Treize personnes, dont le commandant et le copilote, qui est décédé à l'hôpital près d'un mois après l'accident, ont été tuées et 66 autres blessées.

## Enquête
Quelques jours après l'accident, le certificat d'opération de la compagnie aérienne a été suspendu, en attendant les premiers résultats de l'enquête. Dans le même temps, l'analyse des boîtes noires a commencé en Russie.
Le 10 janvier, l'Interstate Aviation Commitee (IAC) russe a déclaré que les enquêteurs considéraient qu'un dépôt de glace sur les ailes de l'avion était la cause la plus probable pour expliquer l'accident,,.
Dans un communiqué datant du 20 janvier, les autorités kazakhes ont déclaré que l'avion accidenté était dans un état « pas satisfaisant », avant d'ajouter : « en général, l'état de la flotte n'est pas considéré satisfaisant, ce qui n'a rien d'étonnant étant donné l'âge des avions ». Le Fokker était âgé de plus de 23 ans au moment de l'accident. À cette même date, plus de 300 personnes avaient déjà été interrogées dans le cadre de l'enquête. De plus, de « nombreuses violations » de certaines procédures ont été découvertes par les enquêteurs au sein de Bek Air, notamment au niveau de la maintenance des appareils ainsi que dans l'inspection et la vérification de la présence de glace et des procédures de dégivrage avant le départ,.

## Conséquences
Selon la déclaration du président de la presse du Kazakhstan, Kassym-Jomart Tokaïev, le président kazakh, a déclaré le 28 décembre, le jour suivant, un jour de deuil national et a déclaré que « tous les responsables seront sévèrement punis conformément à la loi ». Les autorités kazakhes ont suspendu l'autorisation de vol de tous les Fokker 100 en service et ont également suspendu les opérations de Bek Air après l'accident par mesure de prudence,.
Une journée de deuil national est observée le samedi 28 décembre, lendemain de l'accident.